# Kabinet-Schleicher
Het Kabinet–Schleicher regeerde in de Weimarrepubliek van 3 december 1932 tot 30 januari 1933.

## Kabinet–Schleicher
| Ambtsbekleder                 | Ambtsbekleder             | Ambtsbekleder                                           | Functie(s)                            | Ambtstermijn    | Ambtstermijn    | Partij(en) |
| ----------------------------- | ------------------------- | ------------------------------------------------------- | ------------------------------------- | --------------- | --------------- | ---------- |
|                               | Kurt von Schleicher       | Generaal der Infanterie Kurt von Schleicher (1882–1934) | Rijkskanselier                        | 3 december 1932 | 30 januari 1933 | O          |
| Rijksminister van Defensie    | Kurt von Schleicher       | Generaal der Infanterie Kurt von Schleicher (1882–1934) | 1 juni 1932                           |                 | 30 januari 1933 | O          |
| Vacant                        | Vacant                    | Vacant                                                  | Vicekanselier                         |                 |                 |            |
|                               | Franz Bracht              | Franz Bracht (1877–1933)                                | Rijksminister van Binnenlandse Zaken  | 3 december 1932 | 30 januari 1933 | O          |
|                               | Konstantin von Neurath    | Freiherr Konstantin von Neurath (1873–1956)             | Rijksminister van Buitenlandse Zaken  | 1 juni 1932     | 30 januari 1933 | O          |
|                               | Lutz Schwerin von Krosigk | Graf Lutz Schwerin von Krosigk (1887–1977)              | Rijksminister van Financiën           | 1 juni 1932     | 30 januari 1933 | O          |
|                               | Franz Gürtner             | Franz Gürtner (1881–1941)                               | Rijksminister van Justitie            | 1 juni 1932     | 30 januari 1933 | DNVP       |
|                               | Hermann Warmbold          | Hermann Warmbold (1876–1976)                            | Rijksminister van Economische Zaken   | 1 juni 1932     | 30 januari 1933 | O          |
|                               | Friedrich Syrup           | Friedrich Syrup (1881–1945)                             | Rijksminister van Arbeid              | 3 december 1932 | 30 januari 1933 | O          |
|                               | Paul von Eltz-Rübenach    | Freiherr Paul von Eltz-Rübenach (1875–1943)             | Rijksminister van Verkeer             | 1 juni 1932     | 30 januari 1933 | O          |
| Rijksminister van Posterijen  | Paul von Eltz-Rübenach    | Freiherr Paul von Eltz-Rübenach (1875–1943)             |                                       | 1 juni 1932     | 30 januari 1933 | O          |
|                               | Magnus von Braun          | Freiherr Magnus von Braun (1878–1972)                   | Rijksminister van Voedsel en Landbouw | 1 juni 1932     | 30 januari 1933 | DNVP       |
| Ministers zonder portefeuille |                           |                                                         |                                       |                 |                 |            |
| Ambtsbekleder                 | Ambtsbekleder             | Ambtsbekleder                                           | Functie(s)                            | Ambtstermijn    | Ambtstermijn    | Partij(en) |
|                               | Johannes Popitz           | Johannes Popitz (1884–1945)                             | Rijksminister zonder portefeuille     | 29 oktober 1932 | 30 januari 1933 | O          |
|                               | Günther Gereke            | Günther Gereke (1893–1970)                              | Rijksminister zonder portefeuille     | 3 december 1932 | 30 januari 1933 | CNBL       |